# Агдуман, Фатих
Фати́х Агдума́н (тур. Fatih Ağduman; род. 26 февраля 1982) — турецкий кёрлингист и тренер по кёрлингу.
В качестве тренера различных национальных сборных Турции участник чемпионатов мира и Европы, а также юношеских Олимпийских игр и Универсиад.
С 2015 — национальный тренер по кёрлингу Федерации кёрлинга Турции.

## Результаты как тренера национальных сборных
| Год  | Турнир                                                              | Сборная                                      | Место |
| ---- | ------------------------------------------------------------------- | -------------------------------------------- | ----- |
| 2011 | Зимняя Универсиада 2011                                             | Турция (студенты муж.)                       | 9     |
| 2011 | Чемпионат Европы по кёрлингу 2011                                   | Турция (мужчины)                             | 27    |
| 2011 | Чемпионат Европы по кёрлингу 2011                                   | Турция (женщины)                             | 22    |
| 2012 | Чемпионат мира по кёрлингу среди смешанных пар 2012                 | Турция (смешанная пара)                      | 21    |
| 2012 | Чемпионат Европы по кёрлингу 2012                                   | Турция (мужчины)                             | 22    |
| 2012 | Чемпионат Европы по кёрлингу 2012                                   | Турция (женщины)                             | 15    |
| 2013 | Чемпионат Европы по кёрлингу 2013                                   | Турция (женщины)                             | 15    |
| 2015 | Чемпионат мира по кёрлингу среди ветеранов 2015                     | Турция (ветераны муж.)                       | 24    |
| 2015 | Чемпионат мира по кёрлингу среди смешанных команд 2015              | Турция (смешанная команда)                   | 16    |
| 2015 | Чемпионат Европы по кёрлингу 2015                                   | Турция (мужчины)                             | 18    |
| 2015 | Чемпионат Европы по кёрлингу 2015                                   | Турция (женщины)                             | 15    |
| 2016 | Зимние юношеские Олимпийские игры 2016                              | Турция (смешанная команда)                   | 8     |
| 2016 | Зимние юношеские Олимпийские игры 2016 Su Yun Oh / Tunc Esenboga    | Республика Корея / Турция · (смешанная пара) | 9     |
| 2016 | Зимние юношеские Олимпийские игры 2016 Berivan Polat / Wenxin Zhang | Турция / Китай · (смешанная пара)            | 9     |
| 2016 | Чемпионат мира по кёрлингу среди смешанных пар 2016                 | Турция (смешанная пара)                      | 17    |
| 2016 | Чемпионат мира по кёрлингу среди смешанных команд 2016              | Турция (смешанная команда)                   | 9     |
| 2016 | Чемпионат Европы по кёрлингу 2016                                   | Турция (мужчины)                             | 17    |
| 2016 | Чемпионат Европы по кёрлингу 2016                                   | Турция (женщины)                             | 12    |
| 2022 | Чемпионат Европы по кёрлингу 2022                                   | Турция (женщины)                             | 6     |
| 2023 | Чемпионат мира по кёрлингу среди женщин 2023                        | Турция (женщины)                             | 8     |